# Молодший науковий співробітник (фільм)
Молодший науковий співробітник — радянський короткометражний художній фільм 1978 року за мотивами оповідання Вадима Інфантьева «Високий тиск».

## Сюжет
Телевізійний фільм за оповіданням В. Інфантьєва «Високий тиск». Фільм оповідає про складні взаємини між молодшим науковим співробітником НДІ Тетяною Колотовою і директором цього НДІ — Георгієм Володимировичем Іверцевим.

## У ролях
- Анатолій Ромашин —  Георгій Володимирович Іверцев, директор НДІ і професор  (озвучив  Ігор Єфімов)
- Олена Смирнова —  Тетяна Юріївна Колотова, молодший науковий співробітник НДІ  (озвучила  Ольга Волкова)
- Юрій Соловйов —  Олександр Кураєв, співробітник НДІ
- Ігор Дмитрієв —  Анатолій Борисович Катін
- Аліса Фрейндліх — виконання пісні за кадром на вірші  О. Блока «І знову — пориви юних років …»

## Знімальна група
- Автор сценарію:  Валерій Прийомихов
- Режисер:  Валерій Родченко
- Оператор: В. Соловйов
- Художник:  Римма Наринян
- Композитор:  Аркадій Гагулашвілі